# Паленгі
Паленгі (пол. Pałęgi) — село в Польщі, у гміні Мнюв Келецького повіту Свентокшиського воєводства.
Населення — 266 осіб (2011).
У 1975-1998 роках село належало до Келецького воєводства.

## Демографія
Демографічна структура на день 31 березня 2011 року:
|          | Загалом | Допрацездатний вік | Працездатний вік | Постпрацездатний вік |
| -------- | ------- | ------------------ | ---------------- | -------------------- |
| Чоловіки | 122     | 30                 | 82               | 10                   |
| Жінки    | 144     | 31                 | 82               | 31                   |
| Разом    | 266     | 61                 | 164              | 41                   |